# ГЕС Chute-à-la-Savane
ГЕС Chute-à-la-Savane — гідроелектростанція у канадській провінції Квебек. Знаходячись між ГЕС Chute-du-Diable (вище по течії) та ГЕС l'Isle Maligne, входить до складу каскаду у сточищі річки Сагне, яка за 180 км на північний схід від міста Квебек впадає ліворуч до річки Святого Лаврентія (дренує Великі озера).
Станція розташована на річці Перібонка, найбільшому допливу озера Сен-Жан, з якого й бере початок згадана вище Сагне. В межах проекту звели бетонну гравітаційну греблю висотою 40 метрів та довжиною 942 метри, яка утримує водосховище з площею поверхні 18,5 км2 та об'ємом 625 млн м3.
Пригреблевий машинний зал обладнали п'ятьма турбінами типу Френсіс потужністю по 42 МВт, які використовують напір у 33,5 метра.
Нижче від ГЕС Chute-à-la-Savane Перібонка впадає до озера Сен-Жан, так що наступні станції каскаду розташовані безпосередньо на Сагне.
Власником станції є світовий алюмінієвий гігант Rio Tinto Alcan.